# 木里韭
木里韭（学名：Allium hookeri var. muliense）为葱科葱属的变种。分布于中国大陆的云南、四川等地，生长于海拔2,800米至4,200米的地区，多生长于湿地、草坡或林缘，目前尚未由人工引种栽培。